# Ministry of Communication and Multimedia (Malaysia)

Logo des Ministeriums

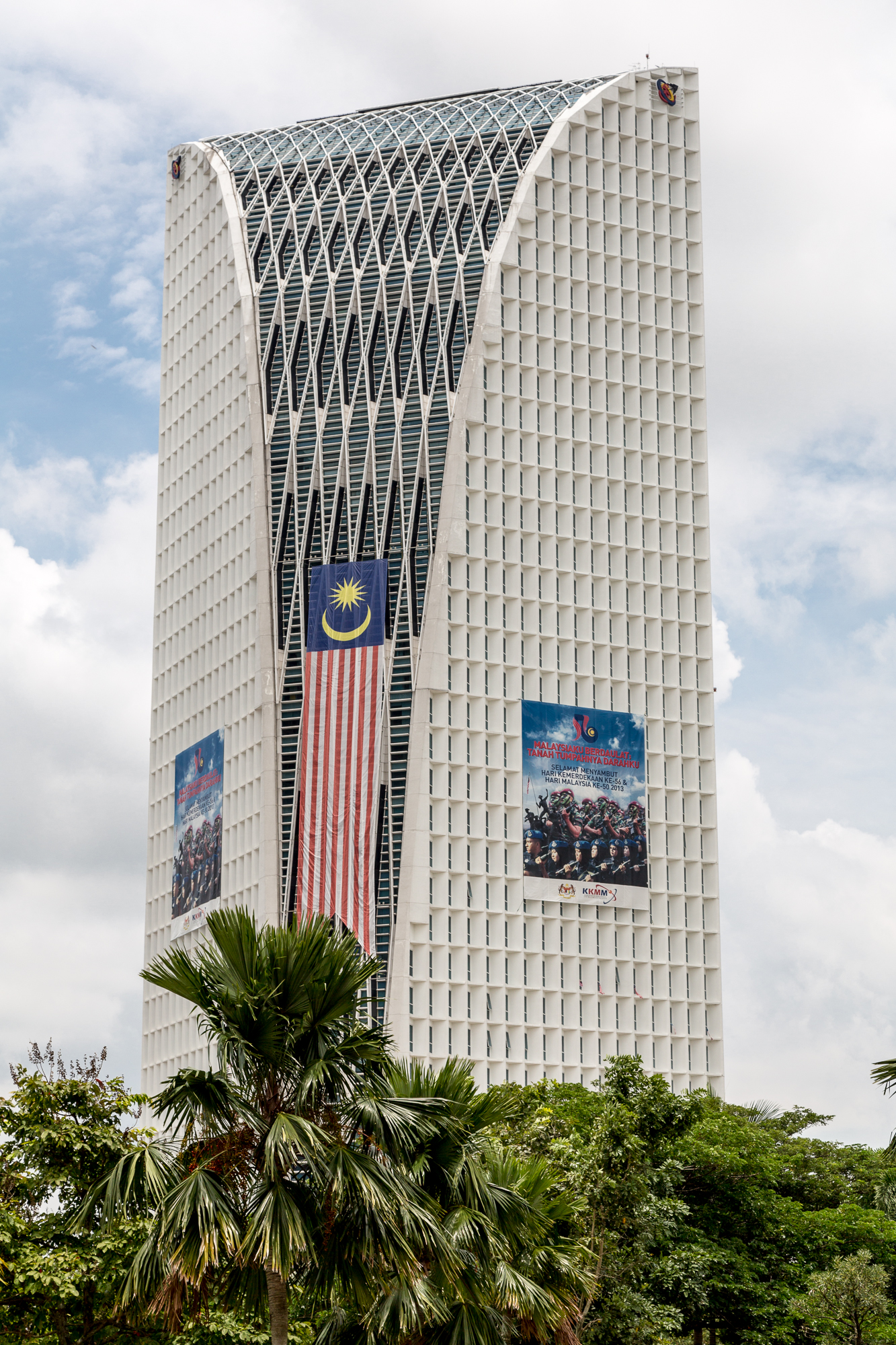
Gebäude des Ministeriums in Putrajaya

Das Ministry of Communication and Multimedia (KKMM) oder Kementerian Komunikasi dan Multimedia (deutsch: Ministerium für Kommunikation und Multimedia) ist ein Ministerium des Staates Malaysia.
Das Aufgabengebiet des Ministeriums umfasst alle Aspekte der Kommunikation wie z. B. Radio und Fernsehen, Presse und Post. Dem Ministerium untersteht außerdem die staatliche Nachrichtenagentur BERNAMA. Das Ministerium leitet darüber hinaus die Kampagnen „1Malaysia“ und „Rukun Negara“, die sowohl auf das harmonische Zusammenleben der Ethnien als auch auf die Förderung des Nationalstolzes abheben.

## Geschichte
Das Ministerium entstand nach den landesweiten Wahlen am 9. April 2009 unter dem Namen Ministry of Information Communications and Culture (KPKK) (Ministerium für Information, Kommunikation und Kultur) als Zusammenschluss des früheren Ministry of Information, Ministry of Unity, Culture, Arts and Heritage und der Kommunikationssparte des ehemaligen Ministry of Energy, Water and Communications".
Im Zuge der Kabinettsneubildung nach den landesweiten Wahlen 2013 wurde die Kultursparte des Ministeriums ausgegliedert und das Ministerium in Ministry of Communications and Multimedia (KKMM) umbenannt.

## Zugehörige Ämter und Institutionen
Zum Ministerium gehören unter anderem folgende Ämter und Institutionen:
- Das staatliche Telekommunikationsunternehmen “Telekom Malaysia Berhad”,
- der staatliche Postdienst “Pos Malaysia Berhad”,
- das Amt für Rundfunk und Fernsehen “Jabatan Penyiaran Malaysia” (Department of Broadcasting),
- das Amt für Information “Jabatan Penerangan Malaysia” (Department of Information),
- das Tun Abdul Razak Institut für Information & Rundfunk (Institut Penyiaran dan Penerangan Tun Abdul Razak, IPPTAR),
- die malaysische Kommission für Kommunikation und Medien “Suruhanjaya Komunikasi Dan Multimedia Malaysia (SKMM)” bzw. “Malaysian Communications and Multimedia Commission (MCMC)”,
- die staatliche Nachrichtenagentur “Berita National Malaysia” (BERNAMA) und
- der Verband der Filmindustrie Malaysias “Perbadanan Kemajuan Filem Nasional Malaysia, FINAS”.

## Minister
Zuständiger Minister ist seit dem 16. Mai 2013 Ahmad Shabery Bin Cheek. Er war zuvor Minister im Ministerium für Jugend und Sport.